# Renzo Franzo
Renzo Franzo (né le 16 décembre 1914 à Palestro et mort le 3 mars 2018 à Pietra Ligure) est un  homme politique italien.

## Biographie
Il a été député de la république Italienne durant les Ire, IIe, IIIe, IVe et Ve législatures.